# 빙봇
빙봇(Bingbot)은 마이크로소프트 빙을 공급하기 위해 마이크로소프트가 2010년 10월에 배포한 웹 크롤링 로봇(인터넷 봇 유형)이다. 빙(검색 엔진)에 대한 검색 가능한 색인을 구축하기 위해 웹에서 문서를 수집한다. 구글의 구글봇과 동일한 성능을 발휘한다.

## 행동
빙봇의 일반적인 사용자 에이전트 문자열은 "Mozilla/5.0 (compatible; bingbot/2.0; +http://www.bing.com/bingbot.htm)"이다. 이는 웹 서버 로그에 나타나 누가 파일을 요청하는지 웹마스터에게 알린다. 각 웹마스터는 포함된 에이전트 식별자인 "bingbot"을 사용하여 사이트에 대한 액세스를 허용하거나 허용하지 않을 수 있다(기본적으로 액세스는 허용됨). 액세스 권한을 부여하고 싶지 않은 경우 로봇 제외 표준을 사용하여 이를 차단하거나(빙봇의 양호한 동작 가정에 따라) 다른 서버별 수단을 사용할 수 있다(웹 서버에 따라 차단 수행).